# Walter Butler (Oberst)
Graf Richard Walter Butler (* um 1600 in Irland; † 25. Dezember 1634 bei Schorndorf) war ein irischer Obrist im Heer Wallensteins und an dessen Ermordung beteiligt.

## Herkunft
Sein Leben ist bis zum Beginn der 1630er Jahre unbekannt, sicher ist aber, dass er ein Sohn von Peter Butler aus Roscrea in Irland war. Er erhielt wohl eine gute Ausbildung, jedoch keinerlei Vermögen. Sein Vetter James Butler war kaiserlicher Generalfeldwachtmeister und wurde 1627 als Jakob Christian Freiherr von Butler in den polnischen Adelsstand erhoben.

## Im kaiserlichen Dienst
Wann genau Butler in kaiserliche Dienste trat, ist nicht bekannt. Er wurde bald Offizier in der Irischen Legion, die von seinem Verwandten, Jakob Butler, befehligt wurde.

## Schwedische Kriegsgefangenschaft
Butler führte 1631 Truppen aus Polen als Verstärkung des kaiserlichen Heeres nach Frankfurt (Oder) (siehe: Geschichte der Stadt Frankfurt). Bei der Erstürmung der Stadt durch die Schweden verteidigte er mit seinem irischen Regiment das nördliche Stadttor. Der Widerstand muss militärisch beeindruckt haben: von seinen Soldaten überlebten nur wenige, er selbst wurde von einer Musketenkugel am Arm getroffen und durch eine Hellebarde an der Hüfte verwundet, bevor er aufgab. Seine Tapferkeit imponierte selbst dem schwedischen König Gustav Adolf. Dieser ließ den gefangenen Butler zur medizinischen Versorgung nach Stettin bringen – eine nach dem Ehrenkodex der damaligen Zeit ungewöhnlich hohe Anerkennung. 
Nach acht Monaten Gefangenschaft erhielt Butler von seinem Vetter Jakob Butler eine alarmierende Nachricht. Sein Vorgesetzter, Obrist Böheim, hatte Walter Butler durch einen Kurier beim Kaiser beschuldigt, Schuld am Verlust der Stadt Frankfurt zu sein. Butler kaufte sich sofort für 1.000 Taler frei und ließ sich von Gustav Adolf seine Tapferkeit vor dem Feind bescheinigen. Auch propagandistisch half Butler nach: in Frankfurt erschien ein Flugblatt voll des Lobes über Butlers Taten. Feldmarschall Rudolph von Teuffenbach hatte 1631 die Verteidigung Frankfurts befehligt. Zu ihm begab sich Butler nach Schlesien und zwang dort seinen Ankläger Böheim, öffentlich die erhobenen Anschuldigungen zu widerrufen.
Anschließend ging er nach Warschau, um auf eigene Kosten 100 Mann Hilfstruppen für den Kampf in Schlesien zu werben.

## Ermordung Wallensteins
Er erhielt bald das Vertrauen Wallensteins, nachdem er 1632 zu dessen Truppen gestoßen war. Wallenstein ernannte ihn zum Obrist eines Dragonerregiments. Mit diesem Regiment begegnete er Wallenstein zwischen Pilsen und Eger, nachdem ihn Kaiser Ferdinand II. abgesetzt hatte. Butler schloss sich mit dem Kommandanten John Gordon in Eger und dem Obristwachtmeister Walter Leslie zusammen, um Wallenstein gefangen zu setzen. Als dies nicht ausführbar erschien, planten sie die Ermordung des ehemaligen Generalissimus des Kaisers. Am 25. Februar 1634 wurde der Plan in die Tat umgesetzt, nachdem die drei Vertrauten Wallensteins – Ilow, Trčka und Kinsky – vorher auf einem Bankett bei Gordon erschlagen worden waren. Der Kaiser verlieh Butler den Grafentitel, überhäufte ihn mit Ehrungen und Auszeichnungen und schenkte ihm böhmische Ländereien, die vorher dem Herzog von Friedland gehört hatten, etwa die nordböhmische Herrschaft Dauba.

## Lebensende und Tod
Butler kämpfte in der Folge bei Nördlingen und eroberte neben Kirchheim unter Teck und Nürtingen (6.–8. September) auch Reutlingen, das am 3. Oktober 1634 nach Belagerung kapitulierte. Schließlich erstürmte er mit Unterstützung durch das Regiment Tiefenbach am 12. November 1634 Urach (Landkreis Reutlingen) und belagerte das von Georg Christoph von Taupadel verteidigte Schorndorf, das im Dezember 1634 nach 14-stündiger Kanonade völlig niederbrannte.
Butler starb am 25. Dezember 1634 bei Schorndorf. Während seiner Aufbahrung wurden ihm die militärischen Ehren erwiesen. Hauptmann Deveraux, der aus den Ereignissen von Eger bekannte Landsmann Butlers, überbrachte die Nachricht vom Tode des Obristen seiner Frau in Wiesensteig. Für das Blei des Sarges wurden in Schorndorf die bleiernen Wasserleitungsrohre zum Schloss und zum Spital ausgegraben und eingeschmolzen. In der katholischen Kirche in Wiesensteig fand die Totenmesse statt. Graf Matthias Gallas, in Butlers Testament um den letzten Dienst gebeten, sorgte dafür, dass der Sarg sicher durch Bayern und Böhmen nach Prag gebracht wurde.
Da Butler keinen männlichen Erben hatte, gingen seine Ländereien allesamt an seine Tochter, und da diese unverheiratet starb, letztlich an seine Witwe Anna Maria Burggräfin von Dohna über. Ferdinand III. bestätigte dies am 6. März 1638 per Majestätsbrief. Erst als sich Anna Maria mit dem Kurmainzischen Erbmarschall Hans Christof Ferdinand verheiratete, stellte ein Bruder Butlers, Thomas Theobald, Erbansprüche und bekam ein Drittel zugesprochen.

## Dramenfigur
In Schillers Wallenstein wird Oberst Buttler als der Hauptverantwortliche und eigenmächtige Initiator von Wallensteins Ermordung dargestellt, Gordon hingegen als schwacher Charakter, Warner und Zauderer, während Lesley ganz in den Hintergrund tritt. Ottavio Piccolomini tritt (unhistorisch) anfangs als Drahtzieher auf und bewegt Buttler, der als Günstling Wallensteins dargestellt wird, zum Abfall von diesem, indem er ihm erzählt, Wallenstein habe einst Buttler ermuntert, in Wien um seine Erhebung zum Reichsgrafen nachzusuchen, während er dies zugleich dort hintertrieben habe, um Buttler gegen den Kaiser einzunehmen. (In Quellen wird angedeutet, eine solche Intrige habe Wallenstein gegen Illo oder Isolani unternommen, was jedoch nicht verbürgt ist.) 
Buttler begleitet Wallenstein nach Eger, plant aber von Anfang an nicht nur die von Piccolomini angeordnete Verhaftung, sondern den Mord, wozu ihm das Anrücken der Schweden zum Vorwand dient. Er lässt bei einem Gelage auf dem Schloss die Vertrauten Wallensteins erschlagen und sodann seine Hauptleute Walter Deveroux (historisch als der eigentliche Mörder verbürgt) und Macdonald (historisch Dionysius Macdaniel) im Hause des Bürgermeisters Pachhälbel Wallenstein in seinem Bett erstechen.